# Majavalampi (sjö i Salla, Lappland, Finland)
Majavalampi eller Majaralampi är en sjö i Finland. Den ligger i kommunen Salla i landskapet Lappland, i den norra delen av landet, 700 km norr om huvudstaden Helsingfors. Majaralampi ligger 238,1 meter över havet. Den är 6,6 meter djup. Arean är 32,6 hektar och strandlinjen är 3,76 kilometer lång. Sjön  ingår i Koundaälvens huvudavrinningsområde. 